# Den Faste Domstol for Mellemfolkelig Retspleje
Den Faste Domstol for Mellemfolkelig Retspleje (fransk: La Cour permanente de justice internationale (CPJI) engelsk: The Permanent Court of International Justice), også omtalt som Den Permanente Internationale Domstol eller Verdensdomstolen, var en International Domstol oprettet af Folkeforbundet i 1920 og som kom til at virke fra 1922. Domstolen nåede at træffe afgørelse i 29 sager og afgive vejledende tilkendegivelser om 27 forhold. Domstolen fungerede ikke efter 1940, hvor Nederlandene blev besat. Domstolen blev endelig opløst i 1946 og funktionerne blev videreført af Den Internationale Domstol under De Forenede Nationer.
I Danmark er domstolen primært kendt for sin afgørelse af 5. april 1933 i sagerne om Østgrønlands juridiske status.

## Danske Dommere
- Didrik Galtrup Gjedde Nyholm var en dansk jurist, der bl.a. i en årrække havde virket ved de blandede domstole i Ægypten og fra 1909-1921 havde været formand for Kairo-tribunalets handelsafdeling, vicepræsident for tribunalet i 1916 og formand fra 1920. I 1922 blev han udpeget som dommer ved Den Faste Domstol for Mellemfolkelig Retspleje og virkede her som dommer i hele valgperioden frem til 1931.[2] [3]

- Herluf Zahle var en dansk jurist og diplomat, der bl.a. havde været formand for Folkeforbundets delegeretforsamling i 1928-1929. I de to sager fra 1931 og 1932 om Østgrønlands juridiske status, blev han udnævnt som Danmarks repræsentant i dommerpanelet, en såkaldt ad hoc dommer. [4] [5]

- Didrik Nyholm
- Herluf Zahle

## Domstolens præsidenter
| # | Navn                              | Embedsstart | Embedsslut | Oprindelsesland |
| - | --------------------------------- | ----------- | ---------- | --------------- |
| 1 | Bernard Loder (1849–1935)         | 1921        | 1924       | Holland         |
| 2 | Max Huber (1874–1960)             | 1925        | 1927       | Schweiz         |
| 3 | Dionisio Anzilotti (1867–1950)    | 1928        | 1930       | Italien         |
| 4 | Adachi Mineichirō (1870–1934)     | 1931        | 1934       | Japan           |
| 5 | Cecil Hurst (1870–1963)           | 1934        | 1936       | Storbritannien  |
| 6 | José Gustavo Guerrero (1876–1958) | 1937        | 1945       | El Salvador     |